# Montflovin
Montflovin is een plaats en voormalige gemeente in het Franse departement Doubs in de regio Bourgogne-Franche-Comté en telt 93 inwoners (2009). De plaats maakt deel uit van het arrondissement Pontarlier.

## Geschiedenis
Montflovin is op 1 januari 2025 gefuseerd met de gemeenten Hauterive-la-Fresse, La Longeville, Montbenoît en Ville-du-Pont tot de gemeente Pays-de-Montbenoît.

## Geografie
De oppervlakte van Montflovin bedraagt 3,4 km², de bevolkingsdichtheid is dus 27,4 inwoners per km².

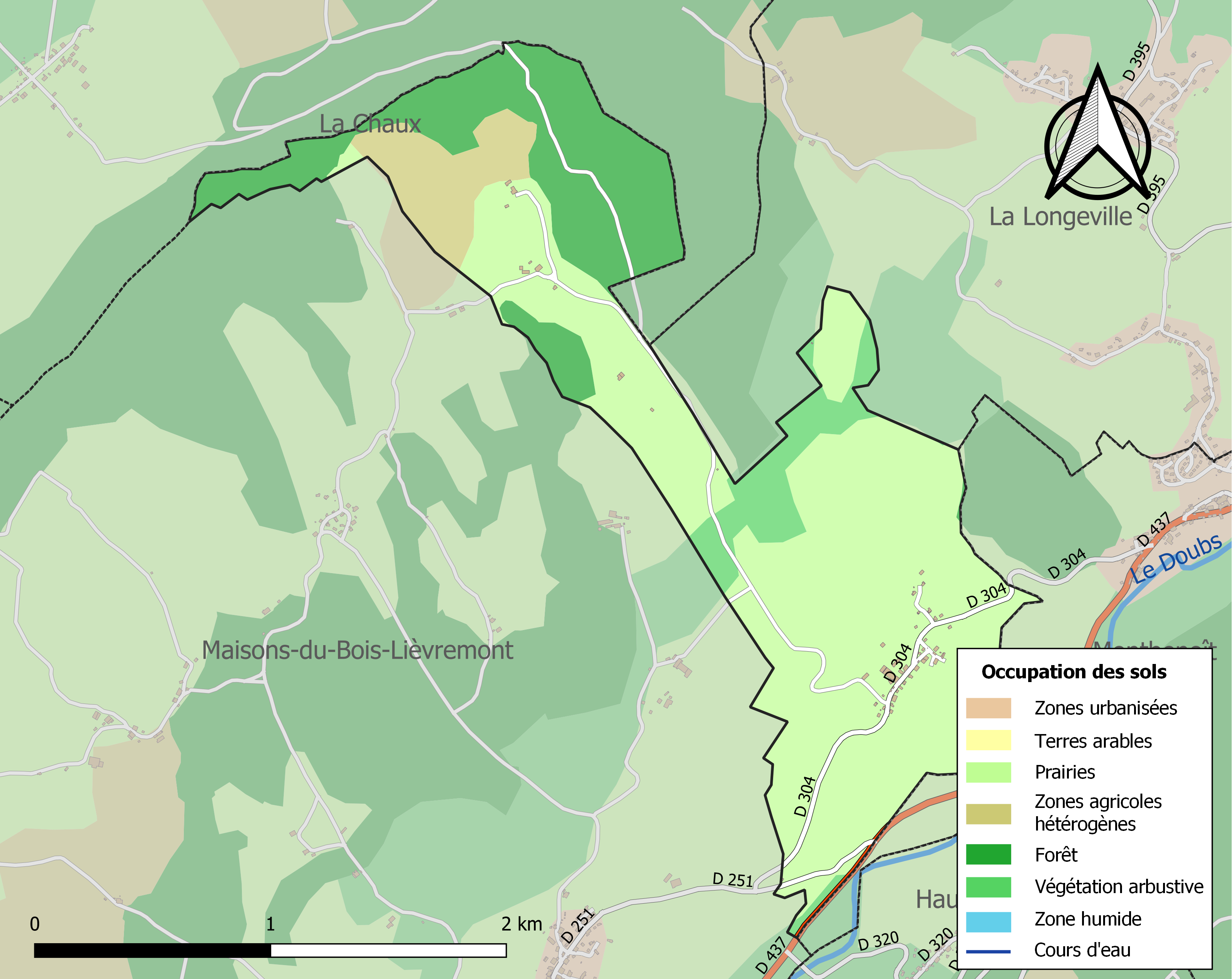
Kaart van de belangrijkste infrastructuur, bodemgebruik en omliggende gemeenten

## Demografie
Onderstaande figuur toont het verloop van het inwonertal.
Hauterive-la-Fresse · La Longeville · Montbenoît · Montflovin · Ville-du-Pont